# Ventusky
Ventusky je česká aplikace na vizualizaci meteorologických dat, kterou provozuje společnost InMeteo.  Služba byla spuštěna jako webové stránky v roce 2016. V následujících letech byly vydány i nativní mobilní aplikace na Android a iOS.
Samotný název Ventusky je složenina dvou slov: latinského slova Ventus, které znamená vítr a anglického slova Sky, které znamená oblohu. Služba se soustředí na zobrazování podrobných meteorologických dat a jejich vizualizaci. Nabízí data z globálních i regionálních modelů. Nejvíce je využit německý model ICON, který vyvíjí státní německá meteorologická služba DWD. Ve větším množstvím jsou využita i data amerického úřadu NOAA, a to modely GFS, HRRR či NBM. Prostřednictvím těchto modelů mohou uživatelé sledovat vývoj srážek, teplot, větru a mnoha dalších meteorologických veličin na několik dní ve vysokém rozlišení. Nechybí ani data z meteorologických radarů či satelitů. Službu každý měsíc využívá deset milionů lidí po celém světě.
V roce 2017 služba uspěla v soutěži Nápad roku. Ze soutěže si odnesla stříbrnou medaili a zároveň mimořádnou cenu za startup roku.
V roce 2021 a 2022 začal projekt Ventusky využívat i vlastní neuronové sítě pro predikci srážkových dat z radarů a detekci frontálních systémů. 